# Andy Webster
Andrew Neil Webster (* 23. April 1982 in Dundee) ist ein ehemaliger schottischer Fußballspieler. Der langjährige Nationalspieler wurde insbesondere durch ein Sportgerichtsurteil bezüglich seines Wechsels von Heart of Midlothian zu Wigan Athletic bekannt.

## Karriere
Webster wechselte im März 2001 für 75.000 Pfund von seinem Jugendverein FC Arbroath zu Heart of Midlothian. Nach insgesamt 184 Einsätzen für die Hearts wurde ihm 2006 aufgrund von Vertragsunstimmigkeiten vom litauischen Besitzer des Vereins Wladimir Romanow nahegelegt, diesen zu verlassen.
Bekannt wurde Andy Webster, da er als erster Spieler den Paragraph 17 der FIFA-Regularien nutzte, der Fußballprofis nach drei Jahren bei einem Verein ein einseitiges Kündigungsrecht zwecks Vereinswechsel ins Ausland ermöglicht. Als Entschädigung an den alten Verein sind lediglich die bis zum Vertragsende anstehenden Gehaltszahlungen vom Spieler zu leisten. Diese Neuerung gilt in der Fußballbranche als bedeutendste Veränderung seit dem Bosman-Urteil.
Im dritten Jahr des Vier-Jahres-Vertrags mit den Heart of Midlothian kündigte Webster und wechselte 2006 ein Jahr vor Vertragsende ohne Erlaubnis seines damaligen Arbeitgebers zum englischen Klub Wigan Athletic. Die FIFA stimmte dem Transfer am 4. September 2006 zu, entschied aber, dass die Ablösesumme trotz des bestehenden Paragraphen 17 erst zu einem späteren Zeitpunkt festgelegt werden sollte.
Im Januar 2007 wurde bekannt, dass die Rangers Webster auf Leihbasis verpflichten, woraufhin sich Heart of Midlothian am 11. Januar 2007 formal bei der FIFA und dem Schottischen Fußballverband (SFA) beschwerte. Webster dürfe keine Spielgenehmigung erhalten, da er innerhalb der letzten zwölf Monate bereits in Schottland gespielt habe. Die FIFA entschied jedoch, dass dieser Vereinswechsel zu den Rangers rechtlich in Ordnung sei und die SFA folgte dieser Einschätzung.
Trotzdem entschied die FIFA im Mai 2007, dass Webster seinen Vertrag ohne triftigen Grund aufgelöst hatte und sperrte ihn für die ersten zwei Partien der Saison 2007/08 und verurteilte ihn zur Zahlung von 625,000 Pfund an Heart of Midlothian.
Am 30. Januar 2008 entschied der Internationale Sportgerichtshof, dass die Hearts für den Vertragsbruch von Webster mit 150.000 Pfund entschädigt werden müssen. Das Gericht reduzierte damit die Entschädigungszahlung vom vorherigen Betrag von 625.000 Pfund auf den Betrag, den Webster bis zu seinem regulären Vertragsende als Gehalt bekommen hätte.
Er kehrte 2008 zu den Glasgow Rangers zurück, war aber viereinhalb Jahre immer wieder aufgrund von Verletzungen nicht voll einsatzfähig, sodass sein Vertrag mit Der Club am 31. Januar 2011 beendet wurde und er bei einem anderen Club als Free Agent unterschreiben konnte. So ging er 2011 zurück zu Heart of Midlothian und blieb bis 2013. Am 10. August 2013 unterzeichnete Webster einen Zweijahresvertrag bei Coventry City. Er gab sein Debüt am folgenden Tag und spielte die vollen 90 Minuten, als Coventry 5-1 gegen sein ehemaliges Team Bristol City gewann. Von 2015 bis 2017 spielte Webster für den FC St. Mirren.

## Internationale Karriere
Webster wurde während seiner Karriere in 28 Länderspiele der schottischen Fußballnationalmannschaft eingesetzt. Er gab sein Debüt in einem Freundschaftsspiel während der Berti Vogts-Ära, eine 0:2-Niederlage gegen Österreich. Sein einziges Tor erzielte er im Freundschaftsspiel gegen die USA bei einem 1:1-Unentschieden im Hampden Park am 12. November 2005.
Am 6. Mai 2009 wurde Webster für ein Spiel der schottischen B-Mannschaft gegen eine nordirische B-Mannschaft ausgewählt. Er spielte die vollen 90 Minuten und erzielte das erste Tor bei einem 3:0-Sieg für Schottland.
Im Februar 2010 wurde Webster zum ersten Mal seit vier Jahren wieder in die schottische Nationalmannschaft berufen. Nach einer zweijährigen Pause wurde er im Mai 2012 von Trainer Craig Levein erneut ausgewählt, blieb aber nur Ersatzspieler.